# Геотектоника
Геотектоника (Тектоника) е отрасъл на геологията, изучаващ структурата на земната кора и нейните изменения под влияние на механичните тектонски движения и деформации, свързани с развитието на Земята като цяло. Основната задача на геотектониката е изучаването на съвременните структури на земната кора, т.е разместването и характера на залягане в нейните предели на различните видове скали и закономерните съчетания на структурните елементи от различен порядък – от малките гънки, разломи и разседи до континентите и океаните, а също и изясняване на нейната история (на земната кора) и условията при нейното формиране. Геотектониката е свързана с множество отрасли на геологията и най-вече със стратиграфията, петрографията, литологията, палеогеографията, науката за полезните изкопаеми и др.

## Основни направления в геотектониката и методи на изследвания
В геотектониката са обособени няколко научни направления.

### Обща (морфоложка) тектоника
Общата, или морфоложка, геотектоника (нарича се още структурна геология) изучава различните типове структурни елементи на литосферата, предимно части от земната кора от малък и среден мащаб. Разновидност на общата геотектоника е регионалната геотектоника, която изследва съвременното разпространение на такива структурни форми в пределите на отделни участъци от земната кора или литосферата като цяло, а също и разработването на въпроси за тектонско райониране, основано на данни от геоложки снимки и различни (главно сеизмологични) геофизични методи. Най-едрите структури навлизат в основата на горната мантия и се наричат дълбочинни. Към тях се отнасят континенталните и океански платформи, океанските, геосинклиналните и орогенните подвижни пояси.

### Историческа геотектоника
Историческата геотектоника изучава историята на тектонските движения и формирането на отделните структурни елементи на земната кора и нейната структура като цяло, набелязва основните етапи и стадии на развитие и изяснява техните общи закономерности. Тя използва методите на историко-тектонския или палеотектонския анализ: анализ на фациите и мощностите – изучаване на разпространението по площ и по разрези на различните типове седиментни скали (фации) и изменението на техните мощности; формационен анализ – изследване на разпространението по площ и по време (по разрези) на формациите на скалите (седиментни, вулканични, интрузивно-магмени, метаморфни), образувани в определена тектонска обстановка. В повечето от случаите всяка формация отговаря на определен стадий от развитието на основните типове големи структурни елементи на земната кора. Обемен метод – определяне и съпоставяне на обемите на големите скални комплекси с различен произход, натрупали се през различни етапи и стадии от развитието на земната кора. Анализ на нарушенията и несъгласията в разрезите на седиментните и метаморфните пластове, маркиращи фазите на повишена активност на тектонските движения и преустройството на структурния план на големи участъци от земната кора. Материалите на регионалната и историческата геотектоника се използват при съставяне на тектонски карти, на които обичайно се показва разпространението на нагънатите системи и платформите с различна възраст.

### Генетична (теоретична) геотектоника
Генетичната, или теоретична, геотектоника обобщава закономерностите в развитието на земната кора и нейните структури, установяване на регионалната и историческата геотектоника, с цел създаването на обща теория в развитието на структурите на земната кора. Този раздел на геотектониката изследва също причините за тектонските движения и механизма на формиране на отделните видове тектонски нарушения и структурни елементи на земната кора. При това се използват различни методи и преди всичко структурния анализ, възстановяващ последователността и условията при образуването на нарушенията (гънки, разломи, разседи и др.). В зависимост от мащаба на изследванията се различават детайлен, регионален и глобален структурен анализ, и, освен това, микро- или петроструктурен анализ, основаващ се на изучаването на ориентировката на скалообразуващите минерали и други линейни елементи от структурата на скалите. Крайната цел на структурния анализ е възстановяването на полетата на напрежение, създали тези или онези структурни форми. Методът на сравнителната тектоника се заключава в сравнителното изучаване на възможно повече на брой структурни елементи от един и същи клас с цел изясняване на техните типоморфни особености и установяване на последователността на тяхното развитие.

### Неотектоника
Неотектониката е специален раздел в геотектониката, изучаващ най-новите тектонски движения на земната кора и създаваните от тях структури. Поради това, че новите тектонски движения играят основна роля във формирането на съвременния релеф на земната повърхност, те се изучават главно чрез геоморфоложки методи. Основната методика, използвана за изучаване на съвременните тектонски движения се базира на използването на инструментални геодезически методи. На границата на геотектониката и сеизмологията възниква дисциплината сеизмотектониката, изследваща тектонските условия при земетресенията. Геотектониката има голямо практическо значение при търсенето и откриването на находища на полезни изкопаеми. Например, формата на рудните залежи и въглищните пластове често се определят по очертанията на гънките и разположението на разломите, рудните жили често са свързани със системи от тектонски пукнатини, а нефтените и газовите находища – със сводовете на антиклиналите и куполите. Общото разположение на рудните пояси, въглищните басейни и други са свързани с разпределението на големите структурни елементи на земната кора. Данните за структурата на горните слоеве на земната кора и за интензивността на новите тектонски движения са отчитат при строителството на различни инженерни съоръжения (канали, ВЕЦ и др.).

## Основни етапи в развитието на геотектониката
Още през античността е било известно, че земната повърхност не се намира в покой, а е подложена на издигане и потъване. През епохата на Възраждането Леонардо да Винчи и други учени стигат до извода, че откриването на вкаменели морски раковини на значителна надморска височина е в резултат от издигането на сушата. През 17-ти век Нилс Стенсен доказал, че пласт от седиментни скали първоначално е залягал хоризонтално, а неговото наклонено или огънато положение е следствие от последващи нарушения. През втората половина на 18-ти век в трудовете на Михаил Ломоносов и Джеймс Хътън за водеща роля в развитието на земната кора се приемат вертикалните движения – издигания и потъвания. Тази идея получила по-нататъшно развитие през 19-ти век в работите на немските учени Кристиан Леополд фон Бух, Александър фон Хумболт и Бернхард Щудер (1794 – 1887), формулирали първата научна тектонска хипотеза за „кратерните издигания“.
От средата на 19-ти век, благодарение на бурното развитие на минната промишленост започва работата по систематизирането на нагънатите и разломни нарушения на земната кора, като първите изводи са направени в „Речника на структурните термини“ на швейцарския геолог Алберт Гейм (1849 – 1937) и френския учен Емануел дьо Маржери (1862 – 1953) през 1888 г. Едновременно с тях много по-детайлното изучаване на строежа на нагънатите съоръжения на основата на геоложко картиране достигнало до отхвърлянето на хипотезата за „кратерните издигания“ и довело до нейната замяна с т.нар. „контракционна хипотеза“ на Леон Ели дьо Бомон (1852 г.) и др. Неравномерното разпределение на нагънатите зони с различна възраст по повърхността на Земята скоро получило своето обяснение в теорията за геосинклиналите на американските учени Джеймс Хол (1859 г.) и Джеймс Дана (1873 г.) и на френския геолог Марсел Бертран (1887 г.), съгласно която тези зони се образуват на мястото на големи потъвания, запълнени впоследствие с мощни пластове морски наслаги. Френският геолог Гюстав Емил Ог (през 1900 г.) очертал геосинклиналите в съвременните океани, като ги противопоставил на континенталните площи, които по-късно получили названието континентални платформи (Едуард Зюс, Александър Дмитриевич Архангелски), или кратони (Леополд Кобер, Ханс Щиле). Голямо значение в разработката на учението за платформите, движенията и деформациите на земната кора имали трудовете на руските учени Николай Алексеевич Головкински, Александър Петрович Карпински и Алексей Петрович Павлов.
Новите геоложки данни от края на 19-ти и началото на 20-ти век разколебали основите на „контракционната хипотеза“, която не давала удовлетворителни обяснения за големите хоризонтални премествания на земната кора, вертикалните издигания и спускания, магматизма и други явления. Появили се нови модели в развитието на Земята, т.нар. тектонски хипотези, но нито една от тях не завоювала общо признание. Пулсационната хипотеза се опитала да преодолее недостатъците на контракционната, въвеждайки представата за редуванията на свиванията и разширенията на Земята (Уолтър Херман Бачър, Михаил Антонович Усов, Владимир Обручев, 1940 г.). Хипотезата за разширяването на Земята била развита от немския учен Ото Хилгенберг (1933 г.) и поддържана от унгарския геофизик Л. Едед и др. Някои изследователи, започвайки с австрийския геолог Ото Ампферер (1906 г.), издигнали идеята за подкоровите конвекционни течения в мантията на Земята като източници за тектонските деформации на земната кора. По-късно (през 1960-те години) други учени (недерландския геолог Рейнаут Вилем ван Бемелен, руския геолог Вадим Владимирович Белоусов и др.) започнали да разглеждат този източник в дълбочинните диференциации на веществата на Земята, стимулирайки го със загряването вследствие разпада на радиоактивните елементи. Принципиално нова се явява хипотезата за дрейфа на континентите на немския геофизик Алфред Вегенер (1912 г.), който първи допуснал хоризонталното преместване на големи блокове от земната кора и обяснил образуването на океаните при раздалечаването на тези блокове, без да става изменения в обема на земното кълбо, за разлика от хипотезата за разширението на Земята. По този начин в теоретичната геотектоника са оформило ново течение – мобилизъм, за разлика от фиксизма, което на допуска почти никакви значителни хоризонтални премествания на големи блокове от земната кора.